# Messor collingwoodi
Messor collingwoodi  (лат.) — вид муравьёв рода Messor, названный в честь английского мирмеколога C.Collingwood.

## Распространение
Западная Африка: Мали, Нигерия.

## Описание
Окраска чёрно-коричневая. Псаммофор развит. Волоски на первом тергите брюшка отсутствуют. Голова несёт многочисленные бороздки и пунктуры. Ширина головы 2,16—2,72 мм. Глаза относительно крупные (диаметр 0,46—0,58 мм, то есть составляет до одной пятой от общей ширины головы). Стебелёк между грудкой и брюшком состоит из двух члеников: петиолюса и постпетиолюса (последний четко отделен от брюшка), жало развито, куколки голые (без кокона).